# 兵庫県立豊岡総合高等学校
兵庫県立豊岡総合高等学校（ひょうごけんりつ とよおかそうごうこうとうがっこう）は、兵庫県豊岡市加広町に所在する公立の高等学校。
2003年に、兵庫県立豊岡実業高等学校と兵庫県立豊岡南高等学校を統合し設置された。県北部では唯一の工業系高校である。

## 設置学科
- 環境建設工学科
- 電機応用工学科
- 総合学科
  - 創造科学系列
  - 人文社会系列
  - 経営ビジネス系列
  - ライフデザイン系列

環境建設工学科・電機応用工学科は県下全域から出願可能である。また総合学科に係る推薦入試も県下全域から出願可能である。

## 沿革

### 兵庫県立豊岡実業高等学校
- 1918年（大正7年） - 豊岡町立豊岡商業補習学校として開校。
- 1924年（大正13年） - 豊岡町立豊岡商工実修学校と校名変更。工業部、女子部を増設。
- 1935年（昭和10年） - 豊岡町立豊岡商業学校と設立。
- 1944年（昭和19年） - 上記が発展して兵庫県立豊岡商業学校・兵庫県立豊岡工業学校・兵庫県立豊岡女子商業学校開校。
- 1948年（昭和23年） - 新制兵庫県立豊岡工業高等学校・新制兵庫県立豊岡女子商業高等学校となる。
- 1949年（昭和24年） - 上記2校と組合立豊岡農業高等学校を統合し兵庫県立豊岡実業高等学校と校名変更。土木科、建築科、商業科を設置。
- 1956年（昭和31年） - 農業科が分離独立。兵庫県立豊岡農業高等高校となる。
- 1960年（昭和35年） - 電気科設置。
- 1962年（昭和37年） - 兵庫県立八鹿高等学校和田山分校を本校に移管。
- 1963年（昭和38年） - 機械科設置。
- 1965年（昭和40年） - 和田山分校が兵庫県立和田山商業高等学校として独立。
- 2002年（平成14年） - 募集停止。

### 兵庫県立豊岡南高等学校
- 1941年（昭和16年） - 豊岡第二国民学校を仮校舎として開設。
- 1943年（昭和18年） - 甲種農業学校に昇格。
- 1945年（昭和20年） - 第二科の募集停止。
- 1948年（昭和23年） - 組合立豊岡農業高等学校と校名変更。
- 1949年（昭和24年） - 兵庫県に移管。兵庫県立豊岡実業高等学校に統合。
- 1956年（昭和31年） - 兵庫県立豊岡実業高等学校から独立分離。兵庫県立豊岡農業高等学校を開設。
- 1976年（昭和51年） - 豊岡市大磯町から豊岡市九日市に移転。
- 1978年（昭和53年） - 兵庫県立豊岡南高等学校と校名変更。
- 2002年（平成14年） - 募集停止。

### 兵庫県立豊岡総合高等学校
- 2003年（平成15年） - 兵庫県立豊岡実業高等学校と兵庫県立豊岡南高等学校とを統合し、豊岡実業高の校地に兵庫県立豊岡総合高等学校開校。

## 部活動

### 運動部
- 陸上競技
- 柔道
- 剣道
- 野球
- 卓球（男女）
- バレーボール（男女）
- バスケットボール（男女）
- ソフトテニス（男女）
- スキー
- サッカー
- バドミントン（男女）

### 文化部
- 出版
- 絵画
- 書道
- 吹奏楽
- 土木研究
- 建築研究
- 電気研究
- 機械研究
- 英語研究
- 商業クラブ
- 写真
- 華道
- 茶道
- 放送
- 家庭クラブ

### 同好会
- インターアクトクラブ

## 著名な出身者
- 藤井重夫（作家） - 「佳人」で芥川賞候補。「虹」で直木賞受賞。
- 伊藤一葉（手品師）
- 愛原司（漫画家）
- 馬袋義則（競艇選手）
- ミラクルひかる（ものまねタレント）
- 橋本小雪（お笑い芸人・日本エレキテル連合）
- 荻野なお（タレント）
- 小島二男（元プロ野球選手）
- 藤岡勇（朝来市長）

## 同窓会
- （一社）陵風大美会

## 交通
- JR西日本山陰本線 豊岡駅 下車、北東へ徒歩15分
- 市街地循環バス コバス コープデイズ前停留所　下車徒歩1分